# Campionato sudamericano femminile di pallacanestro 2022
Il 37º Campionato dell'America Meridionale Femminile di Pallacanestro (noto anche come FIBA South American Championship for Women 2018) si è svolto dal 1ª al 6 agosto a San Luis, in Argentina. Il torneo è stato vinto dalla nazionale brasiliana.

## Squadre partecipanti
- Argentina
- Brasile
- Cile
- Colombia
- Ecuador
- Paraguay
- Uruguay
- Venezuela

## Classifica finale
| Pos | Squadra   | |
| --- | --------- | --- |
|     | Brasile   | Brasile3 Ramona, 4 Sossô, 6 Sassá, 7 Patty, 8 Tainá, 10 Kamilla, 11 Aline, 14 Érika, 16 Leila, 18 Débora, 23 Alana, 24 Stephanie, All. José Neto                                 |
|     | Argentina | Argentina1 Delabarba, 3 Mungo, 4 Llorente, 5 García, 6 Maza, 7 Cabrera, 8 Boquete, 9 Fiorotto, 10 Burani, 11 Gretter, 13 Gentinetta, 20 Suárez, All. Gregorio Martínez           |
|     | Colombia  | Colombia4 Ríos, 5 Coy, 6 Paz, 7 Caicedo, 9 Palacio, 10 Martínez, 12 Muñoz, 13 Rodríguez, 14 Venté, 15 Valencia, 19 González, 22 Delgado, All. Luis Cuenca                        |
| 4   | Venezuela | Venezuela2 Chile, 3 Pico, 4 Betancourt, 6 Corrales, 7 Zapata, 8 Márquez, 9 Wallen, 11 Durán, 12 Martínez, 14 Pérez, 22 Fajardo, 24 Díaz, All. Eduardo Pinto                      |
| 5   | Paraguay  | Paraguay1 Mercado, 3 Peralta, 5 Ferrari, 6 Ramírez, 7 Pereira, 8 Quevedo, 9 Britez, 11 Cáraves, 12 Gómez, 13 Niz, 14 Ibarra, 20 Pérez, All. Christian Viveros                    |
| 6   | Cile      | Cile1 García, 4 Retamales, 5 Ahumada, 6 Novión, 7 Ovalle, 8 Torres, 9 Pérez, 11 Ojeda, 12 Rocha, 13 Viafora, 15 Cárdenas, 16 Morales, All. Warren Espinoza                       |
| 7   | Uruguay   | Uruguay4 Niski, 5 Kirschenbaum, 8 Chagas, 10 Dolinsky, 11 Talasimov, 14 Larre Borges, 15 Somma, 17 Schiavo, 22 Döring, 25 Zeballos, 28 Medrik, 45 Rivera, All. Alejandro Álvarez |
| 8   | Ecuador   | Ecuador3 Barreno, 5 M. Mora, 7 Calderón, 8 Vaicekauskas, 9 Salcedo, 10 Guayaquil, 11 Quiñonez, 17 Lasso, 18 Morán, 24 Carpio, 55 A. Mora, 77 Garrido, All. Patricio Ponce        |